# 다치바나 아키토
다치바나 아키토(일본어: 橘 章斗, 1988년 10월 13일 ~ )는 일본의 전 축구 선수이다.

## 구단 경력
과거 시미즈 에스펄스, 마쓰모토 야마가 FC에서 활동하였다.